# Лолашвили, Энри Георгиевич
Энри Георгиевич Лолашвили (30 марта 1947 года, Тбилиси) — советский и российский композитор, лауреат международных конкурсов.

## Биография
Родился в 1947 году. С детства играл на фортепиано, учился в музыкальной школе-десятилетке. Окончил филологический факультет Тбилисского университета, после чего решил связать свою жизнь с музыкой. В 1985 году Энри Лолашвили окончил Тбилисскую консерваторию по классу композиции. Некоторое время жил в Париже.
Плодотворно работает в кинематографе. Сотрудничает с ведущими кинорежиссёрами: Сергеем Соловьёвым, Сергеем Урсуляком, Михаилом Чиаурели и другими.
Лауреат премии «Серебряная калоша» (2009).
По собственному признанию, живёт на три города: Париж, Тбилиси и Москва.

## Фильмография
- 1986 — Арена неистовых
- 1987 — Робинзониада, или Мой английский дедушка
- 1992 — Осколок «Челленджера»
- 1994 — Откровения незнакомцу
- 2000 — Нежный возраст
- 2002 — Летний дождь
- 2003 — О любви
- 2005 — Статский советник
- 2007 — Ликвидация.
- 2008 — Братья Карамазовы
- 2009 — Пелагия и белый бульдог
- 2011 — Распутин (музыка к российской версии[1])
- 2012 — Икона